# Garufa
La palabra garufa es un vocablo del lunfardo que significa,  diversión, jarana, francachela así como persona alegre, divertida. Se usa tanto en Argentina como en Uruguay y aparece en diversos tangos.

## Origen
Gobello la cataloga de origen incierto y consigna el derivado garufero, como quien participa habitualmente en garufas. Por su parte Teruggi señala que en gallego existen los vocablos garula y gallaroufa con el significado de jarana, algazara, y que en castellano una de las acepciones de garulla es “conjunto desordenado de gente” por lo que estima que de esas voces pudo derivar la palabra lunfarda.
Entre los tangos que mencionan este vocablo, además del que se llama justamente Garufa, baste citar a El ciruja que “recordaba aquellas horas de garufa” y Mi vieja viola “garufera y vibradora”.